# Peter Feiffer
Peter Feiffer (* 28. Juni 1934 in Liegnitz, damals Provinz Niederschlesien; † 15. Februar 2017 in Nordhausen) war ein deutscher Forscher und Erfinder in der Agrarwissenschaft. Er gilt als Begründer der technologischen Mähdruschoptimierung in Deutschland und war ordentliches Mitglied der Akademie gemeinnütziger Wissenschaften zu Erfurt.

## Leben
Seine Kindheit verbrachte er auf einem Rittergut in Bucz bei Posen. Nach dem Ende des Zweiten Weltkriegs flohen seine Familie und er nach Ostdeutschland. Nach dem Abitur absolvierte er ein Studium der Agrarwissenschaften an der HU Berlin. Über die Mähdruschsortenprüfung promovierte er hier 1965. 1986 habilitierte er bei Artur Spengler an der Akademie der Landwirtschaftswissenschaften der DDR (AdL) mit einer Dissertation B zur Prozessoptimierung in der Getreideernte. In der DDR der 1960er Jahre gründete er das Zentrum für Mechanisierung und Technologie in Nordhausen. Durch die Umwandlung dieses Forschungszentrums in die Firma feiffer consult konnte er auch nach der deutschen Wiedervereinigung seine wissenschaftliche Tätigkeiten fortsetzen.

## Leistungen
In Zusammenarbeit mit Manfred von Ardenne erfand er 1961 die elektronische Verlustkontrolle für Mähdrescher. Für eine effektive Ausnutzung der Leistungskapazitäten dieser Maschinen durch den Mähdrescherfahrer ist eine permanente Messung und Überwachung der Körnerverluste im laufenden Prozess der Ernte von besonderer Bedeutung. Durch diese Geräte konnten erstmals vollautomatisch Körnerverluste erfasst und bereits während des laufenden Druschvorganges in der Fahrerkabine angezeigt werden. Die Anwendung des Gerätes führte zunächst in den Landwirtschaftsbetrieben der DDR zu signifikanten Steigerungen der Ernteerträge. In der Folgezeit etablierte sich diese Technik auch über die Grenzen der DDR hinaus. Heute arbeiten alle Verlustmessgeräte in modernen Erntemaschinen nach diesem Funktionsprinzip.
Darüber hinaus entwickelte er neue Konzepte zur allgemeinen Prozessoptimierung des Mähdruschs: Parallele Kornübergabe, der Einsatz von Wechselfahrern oder der Mähdrusch im Komplex. Auch die in der modernen Landwirtschaft weit verbreitete Verlustprüfschale zur Kalibrierung von Verlustmessgeräten geht auf Peter Feiffer zurück.
Seine besonderen Leistungen anerkennend wurde er von der der Fachwelt auch als "Mähdruschpapst" bezeichnet.

## Werke
- Der Mähdrusch. Deutscher Bauernverlag, Berlin 1959.
- The Combine-Harvester. Edition Leipzig, Leipzig 1969.
- Wissensspeicher Mähdrusch. VEB Deutscher Landwirtschaftsverlag, Berlin 1985.
- Entwicklung, Überleitung und Ergebnisse des komplexen Verfahrens der Prozessoptimierung in der Getreideernte und die sich daraus ergebenden Schlussfolgerungen. Mit Artur Spengler. Diss. B an der Akad. d. Landwirtschaftswiss. der DDR, 1986.